# Bormann
Bormann – polski herb szlachecki.

## Opis herbu
W polu błękitnym na murawie złoty lew wspięty w lewo, z takąż koroną na głowie, w prawej  łapie trzyma strzałę żeleźcem w górę. W klejnocie nad hełmem w koronie pięć piór strusich.

## Najwcześniejsze wzmianki
Nadany 26 kwietnia 1769 roku Chrystianowi Augustowi Bormann, kapitanowi regimentu pińskiego.

## Herbowni
Bormann, Borman

## Bormann jako odmiana
Chrząński w Tablicach odmian herbowych podaje, jakoby miała to być odmiana herbu Lew. Nie potwierdza tego jednak Ostrowski.